# Dioscorea chouardii
Dioscorea chouardii är en enhjärtbladig växtart som beskrevs av Henri Marcel Gaussen. Dioscorea chouardii ingår i släktet Dioscorea och familjen Dioscoreaceae. Inga underarter finns listade i Catalogue of Life.